# 광양 봉당리 거연정
광양 봉당리 거연정은 대한민국 전라남도 광양시 봉강면에 있다. 2015년 2월 17일 광양시의 향토문화유산 제14호로 지정되었다.

## 개요
거연정은 박희권의 독서처이며 문우교류처로 아들 박홍진(朴洪晋)이 서당을 개설하고 훈장을 모셔 후학을 양성하던 곳이다. 1907년 광양 최초 서구식 교육기관인 광양서초등학교의 전신인 동명학교(東明學敎)를 광양향교 명륜당에 설립하였다. 거연정은 110여년의 역사를 지닌 정자이며 새로운 문명에 대한 선각자요 개척자인 박희권의 독서처로 우리 시 문인들의 교유처였고 후학들을 위한 교육장이었다. 구한말 대유학자요, 순국지사인 송병선과 조선의 마지막 선비인 매천 황현 선생의 얼이 깃든 유서깊은 문화유산으로 선현들의 숭고한 얼을 기리고 있다.